# Etnogènesi
Etnogènesi (del grec antic εθνογένεσις, al seu torn format per ethnos ['ètnia', 'nació'] + génesis ['naixement']) és el procés mitjançant el qual un grup d'éssers humans passa a ser considerat com a ètnicament diferent.
Alguns pobles que es consideraven extints han iniciat un procés d'etnogènesi. En aquest cas es tracta de la recerca del seu reconeixement com a grups socioculturals diferents. Al nord-est del Brasil molts grups indígenes actuals tenen el seu origen en la fusió de grups ètnics diferents amb llengües diferents, com en el cas de les llengües karirí, les llengües tupí o els atikum.

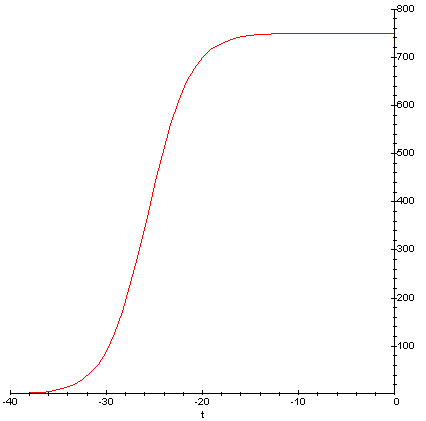
Evolució del nombre de llengües per a Nova Guinea. Estimat segons un model logístic suposant uns 1500 anys per a la divergència completa entre la llengua de dues comunitats amb origen comú, i tenint en compte que el nombre actual de llengües està entre 700 i 800, el nombre de llengües o ètnies hauria evolucionat segons la gràfica.

L'etnogènesi també pot tenir un origen en el creixement de la població, per exemple durant la població de territoris escassament poblats durant el Paleolític. Sovint, la mida d'una comunitat creixia fins al punt que la comunitat es dividia en dues i una part es traslladava a uns quilòmetres de la primera. Amb el temps, la llengua i la cultura de les dues comunitats anaven diferint fins a configurar dos grups ètnics diferents amb un origen comú. Aquest podria haver estat el principal procés d'etnogènesi en moltes àrees del planeta com ara Nova Guinea, que actualment és l'àrea lingüísticament més diversa del planeta amb un nombre de llengües que oscil·la entre 700 i 800.

## Enfocament identitari sobre els processos etnogenètics
Amb el desenvolupament d'una visió multiculturalista imposada pels Estats nacionals sobre les societats contemporànies i a mesura que la globalització al llarg del segle XX feia de les migracions el fenomen més evident en la conformació de poblacions mestisses a partir dels nous contactes de diverses poblacions humanes que l'imperialisme capitalista va provocar sobre diferents antigues ètnies, l'antropologia culturalista nord-americana dels anys 1980 va encunyar aquest concepte per designar en termes identitaris quins eren els processos pels quals les poblacions sorgides de contactes entre poblacions migrants construïen les seves imatges sobre la seva història i el seu autoreconeixement com a hereus d'un patrimoni cultural comú.
Una antropologia crítica dels processos de construcció de l'alteritat cultural en contextos socials de dominació de Llatinoamèrica, per la seva banda, entendria l'etnogènesi com un procés de lluita per la reivindicació de la diferència cultural amb una societat hegemònica que l'estigmatitza simbòlicament, alhora que l'explota econòmicament.